# The Dream Doll
The Dream Doll è un film muto del 1917 scritto e diretto da Howard S. Moss
e prodotto dalla Essanay di Chicago insieme alla Perfection Pictures. Era interpretato da Marguerite Clayton, John Cossar, Rod La Rocque e Bobby Bolder.

## Trama
Un bizzarro inventore scopre un filtro magico che porta in vita le bambole.

## Produzione
Il film fu prodotto dalla Essanay Film Manufacturing Company e dalla Perfection Pictures.

## Distribuzione
Distribuito dalla George Kleine System, il film uscì nelle sale cinematografiche USA il 10 dicembre 1917.